# Coprinellus bisporus
Coprinellus bisporus là một loài nấm trong họ Psathyrellaceae. Nó được miêu tả đầu tiên là Coprinus bisporus bởi nhà nấm học Jakob Emanuel Lange năm 1915, sau đó được xếp vào chi Coprinellus năm 2001.